# Christian Bäumler
Christian Gottfried Heinrich Bäumler (Buchau, 13 maggio 1836 – Friburgo in Brisgovia, 21 novembre 1933) è stato un medico tedesco.

## Biografia
Bäumler studiò medicina in diverse università, conseguì il dottorato presso l'Università di Erlangen nel 1860. Dal 1863 al 1866 fu ufficiale medico presso il "German Hospital" di Londra, e dal 1866 al 1872 assistente medico presso il Victoria Park Hospital for Diseases of the Chest. Nel 1866 diventò membro del Royal College of Physicians, a Londra. Dopo il suo ritorno in Germania, fu professore presso l'Università di Erlangen e di Friburgo.

## Opere
Nel 1870 Bäumler pubblicò una traduzione in inglese dell'opera Klinische Vorträge über die Lungenschwindsucht di Felix von Niemeyer. 
Altre opere note di Bäumler sono:
- Handbuch der chronischen Infectionskrankheiten, 1874
- Sifilide, 1886
- Ueber die Influenza von 1889 und 1890, 1890
- Die Entwickelung der Medizin, einst und jetzt, 1902 [3]